# Mavi Doñate
María Victoria Doñate Herranz (Zaragoza, 1971) es una periodista española corresponsal de Radio Televisión Española (RTVE) en París. Por su cobertura sobre la epidemia del coronavirus desde China, en marzo de 2020 se anunció que recibirá el Premio de Periodismo Digital “José Manuel Porquet”.

## Trayectoria
Doñate se licenció en Periodismo por la Universidad de Navarra en 1994. Su carrera profesional la empezó en la agencia de noticias Agencia EFE y, posteriormente, trabajó como redactora para el periódico Heraldo de Aragón, así como para las emisoras de radio Onda Cero y Radio Nacional de España. En 1997, formó parte del equipo fundador del canal de televisión 24 Horas de Televisión Española (TVE).
Un par de años después, en 1999, Doñate se incorporó al Telediario, el espacio informativo de TVE, donde cubrió información de Interior y Tribunales, Política, y periodismo de Investigación. Desde 2008, fue reportera de la sección de Sociedad, donde se encargó del área de Investigación y Sucesos. En abril de 2014, fue nombrada subdirectora del área de Sociedad.
Doñate ha sido enviada especial a cumbres de política de Seguridad e Inmigración de la Unión Europea, así como a la elección del Papa Francisco en 2013. También cubrió en 2007 el terremoto de Perú, en 2011 el terremoto de Lorca y, en abril de 2015, el terremoto de Nepal.
En octubre de 2021, Doñate fue nombrada corresponsal de RTVE en Francia. Desde ese nuevo destino, publicó en 2022 su primer libro Bajo la mirada del dragón despierto, con crónicas sobre la cobertura periodística que realizó desde China sobre la epidemia del coronavirus.
Aparte de su labor periodística, Doñate es profesora de Periodismo en la Universidad Autónoma de Barcelona (UAB) y en la Universidad de Montevideo, e imparte seminarios en el Instituto de Radio Televisión Española.

## Obra
- 2022 – Bajo la mirada del dragón despierto. Plaza & Janés. ISBN 9788401026164.[8]

## Reconocimientos
En mayo de 2019, el Club Internacional de Prensa, que agrupa a asociaciones de corresponsales extranjeros y a periodistas españoles de trayectoria internacional, reconoció a Doñate como mejor periodista española en el exterior. Le entregaron este premio por su "limpia mirada a la transformación del gigante asiático, acercando de forma trasparente y didáctica sus cambios y su importancia estratégica a la audiencia española de forma clara y visualmente cuidada en sus crónicas y reportajes".
Al año siguiente, en marzo de 2020, Doñate junto a Lorenzo Milá y Fernando Garea fueron proclamados candidatos al XVI Premio José Couso de Libertad de Prensa, que otorgan el Colegio Profesional de Periodistas de Galicia y el Club de Prensa de Ferrol. Ese mismo mes, el Congreso de Periodismo Digital de Huesca anunció que Doñate sería galardonada con el Premio de Periodismo Digital “José Manuel Porquet”.
En octubre de 2020, fue galardonada con el premio a la mejor presentadora en la 67.º edición del premio Ondas, por su labor como corresponsal del TVE en la zona de Asia-Pacífico. Al año siguiente, el 24 de septiembre de 2021, Doñate recibió el Premio de Periodismo Cirilo Rodríguez en su XXXVI edición por su cobertura sobre la epidemia del coronavirus desde China. Este galardón, convocado por la Asociación de Periodistas de Segovia, reconoce la labor de corresponsales o enviados de medios españoles en el extranjero.
En  enero de 2024  recibió el Premio Internacional de Periodismo Manuel Chaves Nogales, en su tercera edición, otorgado por la Diputación Provincial de Sevilla y la Asociación de la Prensa de Sevilla.